# Carta

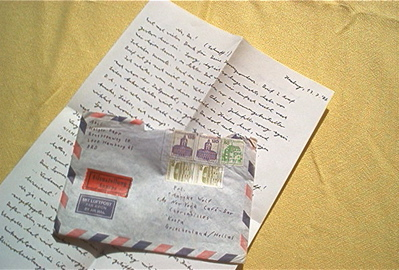
Carta, sobre y misiva

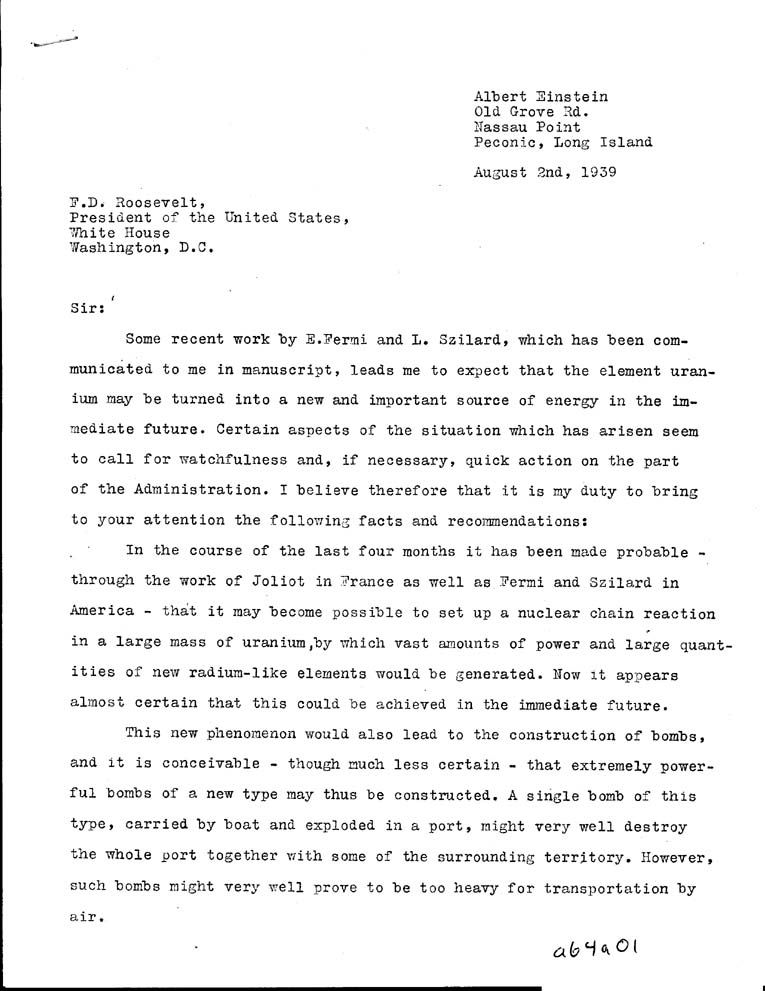
Carta famosa que Albert Einstein escribe al presidente de Estados Unidos Franklin Roosevelt, sugiriendo el proyecto de una bomba atómica. Hacer clic aquí para acceder a la segunda carilla de la carta.

Una carta es un medio de comunicación escrita por un remitente y enviado a un destinatario. Habitualmente, el nombre y la dirección del destinatario aparecen en el frente del sobre, el nombre y la dirección del remitente aparecen en el reverso del mismo (en el caso de sobres manuscritos) o en el anverso (en los sobres preimpresos). Existen cartas sin remitente, en las que no está anotada la dirección de quien envía la carta, bien por olvido o por omisión consciente del remitente. La carta puede ser un texto diferente. Las cartas se envían desde la antigüedad y se mencionan en La Ilíada. Los historiadores Heródoto y Tucídides mencionan y utilizan las cartas en sus escritos. Al conjunto o intercambio de cartas que se envían y se reciben se le denomina correspondencia.

## Tipos de cartas
El tipo de la carta debe ser adecuado para el receptor y entendible:
- Carta formal: La carta formal sirve para todo lo que tiene que ver con objetivos profesionales, laborales, institucionales, trabajos etc.
- Carta informal: Se dirige a familiares o amigos y se usa un lenguaje coloquial que ambos entiendan.
- Carta familiar: Puede ser un derivado de la anterior, con la única diferencia de que esta es específicamente para familiares.
- Carta muy formal: En estos casos se nota una distancia aún mayor con el destinatario. Además, al momento de colocar a quién se dirige la carta debe colocarse: Señor/Señora.
- Carta informativa: Sirven para informar sobre eventos, fiestas o acontecimientos, etc.
- Carta histórica: Sirve para redactar las historias y aventuras hacia una persona.
- Carta de libro: Hace referirse a una novela epistolar, que es una obra de ficción escrita en forma de cartas u otros documentos.

## Características de la carta formal

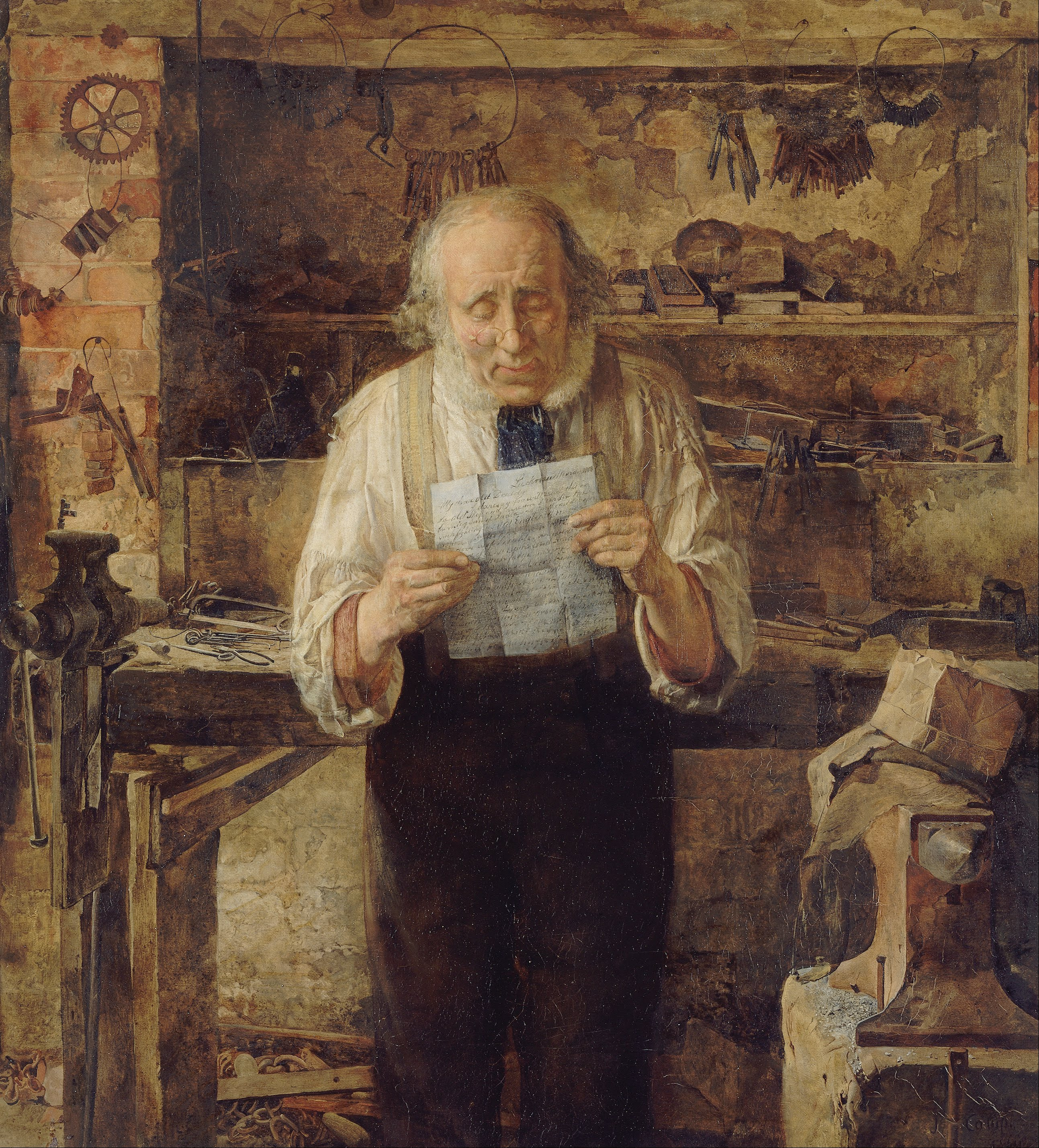
News from My Lad de James Campbell, 1828–1893 (Galería de Arte Walker)

- Hay un receptor (destinatario) y un emisor (remitente).
- Se organiza con claridad, concisión, precisión y exactitud.
- Posee una actitud cortés y amable.
- Busca impresionar positivamente al destinatario.
- Busca una reacción favorable a los intereses del remitente.
- Busca dar información completa.

### Características lingüísticas de la carta
- Recurre a un vocabulario formal.
- Usa oraciones completas organizadas correctamente.
- Utiliza una puntuación adecuada.
- Usa elementos cohesivos que interrelacionan las oraciones y los párrafos.

## Partes de la carta
La carta formal, en particular las cartas comerciales, cuentan al menos con los siguientes conceptos:
- Fecha y lugar: nombre, dirección, fecha del día y lugar al destinatario (a quien se dirige la carta).
- Saludo: personal o consolidado en fórmulas establecidas.
- Cuerpo: el asunto, con los temas determinados.
- Despedida: cortesía con la que se le da un fin a la carta.
- Firma o nombre del remitente: clara, o en sustitución también puede llevar el nombre en extenso.

Las cartas también pueden incluir:
- Membrete: nombre, dirección, teléfono y ciudad de la empresa que la escribe (remitente).
- Fecha: día, mes y año en que se expide la carta.
- Domicilio: nombre, dirección, ciudad y código postal de la persona a quien se dirige la carta (destinatario).
- Vocativo: expresión de cortesía que une al firmante con el destinatario.
- Texto: exposición del asunto que motiva la carta.
- Antefirma: razón social o denominación de la causas.
- Posdata (P.D.): Es el mensaje adicional en el cual se redacta algo que se ha olvidado de explicar o que desea aclararse.
- Referencias finales: iniciales, mayúsculas y minúsculas respectivamente, de la persona que dicta y de quien tipea la carta.
- Otros datos: indicaciones de los anexos que se envían o el nombre de las personas a quienes se remite copia del documento. Estas anotaciones se hacen al calce y antes de las referencias finales.

### Las cartas en la ciencia
Antes, cuando la tecnología moderna no estaba disponible para la comunicación, el intercambio de cartas fue el principal método utilizado dentro de la comunidad científica internacional. Las relaciones entre los hombres de ciencia se basaba en la escritura de cartas, ya que dependiendo de donde se encontraban, el transporte era limitado por lo cual los científicos no podían encontrarse cara a cara. Algunos científicos estadounidenses trataron de superar su aislamiento intelectual a través del acercamiento a hombres de ciencia en Europa usando cartas. Las cartas eran el medio que ayudó a los hombres de ciencia permanecer conectados. En los temas tratados en las cartas no solamente se limitaron discusiones relacionadas con ciencia, estas también permitieron a los científicos hablar de sus problemas personales.[cita requerida]